# 愛川町立愛川中学校
愛川町立愛川中学校（あいかわちょうりつ あいかわちゅうがっこう）は、神奈川県愛甲郡愛川町にある公立中学校。

## 概要
学校教育目標は「未来を切り拓く心豊かでたくましく生きる力を持った生徒の育成」。
神奈川県立愛川高等学校と連携型中高一貫教育を行っている。

## 沿革
- 1947年
  - 4月30日 - 新学制の実施により愛甲郡愛川町立愛川中学校創立。
  - 5月5日 - 愛川町立愛川中学校開会式挙行。
- 1951年10月10日 - 校旗・校歌制定。
- 1954年12月13日 - 体育館落成。
- 1957年5月5日 - 創立10周年記念式典が開催される。
- 1974年11月15日 - 神奈川県生徒指導研究指定実験校となる。
- 1987年1月29日 - 本館改修工事を行う。
- 1996年10月26日 - 創立50周年記念式典が開催される。
- 2009年10月7日 - 学校給食開始。
- 2017年4月1日 - 愛川中学校区が「愛川町一貫教育のモデル地区」として、国・県の研究指定を受ける。

## 進学前小学校
- 愛川町立半原小学校
- 愛川町立田代小学校

## 交通
- 小田急本厚木駅よりバス40分「田代坂上」下車 徒歩5分

## 部活動
運動部
- 野球部
- バレーボール部（女子）
- 卓球部
- バスケットボール部
- サッカー部
- 陸上部
- ソフトテニス部

文化部
- 美術部
- 吹奏楽部
- パソコン部

実績（県央地区総合体育大会）
- ソフトテニス部　女子団体ベスト16・女子個人9位（県大会出場）
- 吹奏楽部　県央吹奏楽コンクールB編成　銅賞

## 年間行事
- 5月 - 体育大会（全学年）
- 9月 - 校外学習（1年）・修学旅行（3年）
- 10月 - 愛翔祭（全学年）
- 11月 - 職場体験学習（2年）
- 2月 - 職業講和会（1年）
- 3月 - シニア体験学習（1年）

## 近隣施設
- 上原ミニ児童遊園地
- 上田代児童遊園地